# 女国音
女国音是对北京女性口语里的尖音现象的称呼之一。这种尖音现象主要出现在北京地区青春期女性人群，尤其是女中学生中，是北京话的一种口音，也是一种社会方言。由于这种读音现象最早在北京劈柴胡同师大女附中（今屬北京师范大学附属实验中学）发现，因而又叫做劈柴派读音。
尽管女国音里带有尖音，但其屬性并不能叫“区分尖团”，因为它对尖团音的区别十分混乱，并不像区分尖团的其它汉语分支般，尖团音对立严格继承自中古汉语广韵音系。例如：“希”、“雄”两字據广韵音延伸是团音，与是尖音的“西”、“松”完全不同，而女国音里却一律读成尖音了。而標準北京話一律讀團音（北京話里表現為齶化音，拼音:j- q- x-，國際音標tɕ- tɕʰ- ɕ-）。女国音特點是將部份字的發音位置前移，讀成尖音（北京話里表現為齒齦音，拼音:zi- ci- si-，國際音標tsi- tsʰi- si-）。

## 研究历史
现存最早報導北京女性口语里的尖音现象是由语言学家黎锦熙在1920年代在考察北京女子中学学生读音之后发表；1930年代语言学家赵元任、罗常培、李方桂等人在《中国音韵学研究》汉译本译者注中也曾经提到这种语音现象；1950年代徐世荣在《北京话里的土词和土音》中也提到过，1970年代他又在《普通话语音和北京土音的界限》一文中提到了这种现象；1980年代，陈松岑、曹耕、胡明扬等语言学者深入研究了此現象，总结了这种尖音现象的发音特征、在社会人群中的分布并探讨了这一现象的成因。

## 特征
女国音的主要发音特征是发音位置前移，在发音过程中将j、q、x等舌面音变异为类似z、c、s等舌尖前音的读音，在韵母为i、ie的单字中发生率较高，而在韵母为-iong、ü、üe、üen等的单字中较罕见。女国音发音时舌前部紧靠下齿龈，舌面前部紧贴上齿龈，嘴形小而闭合，送气减弱，音质偏细。
| 汉字 | 普通话    | 女国音    | 註釋           |
| ---- | --------- | --------- | -------------- |
| 精神 | jīngshén  | zīngshén  | 「精」本為尖音 |
| 切除 | qiēchú    | ciēchú    | 「切」本為尖音 |
| 希望 | xīwàng    | sīwàng    | 「希」本為團音 |
| 英雄 | yīngxióng | yīngsióng | 「雄」本為團音 |

在分布人群方面，女国音较常见于受过一定教育的，操普通话或北京话的青年女性，在男性、青春期以前儿童以及中年以上女性中女国音的出现比例较低。

## 成因
女国音作为北京话里的一种口音，是一种仅见于特定性别和年龄人群的语音现象，就其成因在学术界有不同认识。
- 有学者认为，这是对古音的一种保留。从汉语音韵学、汉语方言学的知识可以知道，中古汉语是分尖团音的，现代汉语的大多数分支也分尖团。包括北京、上海等现代读音不分尖团的地区，其尖团合流的现象也仅是历史上某一时期才出现的语音演变。造成这种现象的可能有：

1. 尽管现代北京话在正式场合已尖团合流，但尖音在民间仍有使用，在没有接受过系统教育的人群中流传更广。
2. 受到京剧影响而形成，京剧保留了古代北京话区分尖团的特点。民国初年京剧在北京非常流行，从而影响了部分青年女性的发音特征。

但是，从女国音里对尖团音的区别十分混乱，把在区分尖团的汉语中本应发团音的字也发成尖音这种现象来看，所谓“存古”十分可疑。
- 有的学者根据女国音在人群中的分布特征和发音特征提出，女国音的形成是中国传统审美观和青春期女性爱美心理作用的结果。中国传统审美观点认为女子说话开口应小，语音应细；进入青春期的女孩开始有追求美的意识，因而在发音过程中下意识或者有意尽量使开口幅度减小，发音趋细，从而迫使j、q、x等发音位置前移，形成女国音。大多数女性在结婚之后，对美的追求减弱，因而在婚后女性中女国音的发生比例明显降低，而传统审美观点对于男性的标准与女性完全不同，小嘴和细音被认为是娘娘腔没有男子气概，因而在男性中女国音的发生比率也很低。